# Dyschoriste sallyae
Dyschoriste sallyae är en akantusväxtart som beskrevs av Vollesen. Dyschoriste sallyae ingår i släktet Dyschoriste och familjen akantusväxter. Inga underarter finns listade i Catalogue of Life.